# (15272) 1991 GH
(15272) 1991 GH là một tiểu hành tinh vành đai chính. Nó được phát hiện bởi Atsushi Sugie ở Dynic Astronomical Observatory Nhật Bản, ngày 3 tháng 4 năm 1991.